# Bogtrykmuseet i Esbjerg
Bogtrykmuseet er teknisk museum i Esbjerg i Jylland. Museet udstiller sættemaskiner, sættekasser, blyskrifter trykkemaskiner og andet inventar fra et bogtrykkeri og viser udviklingen i faget over mere end 100 år. Det er indrettet i en bygning fra 1905, som oprindeligt var et ægpakkeri. Den blev stillet til rådighed for Esbjerg typografiske Laug i 1979, og i 1981 åbnede Bogtrykmuseet. På dette tidspunkt var der omkring 50 aktive medlemmer og 700 støttemedlemmer af bogtrykkerlauget.